# Alexandre Bisson
Alexandre Bisson (Briouze, 9 aprile 1848 – Parigi, 27 gennaio 1912) è stato un commediografo, romanziere e librettista francese.

## Biografia
Alexandre Bisson nacque il 9 aprile 1848 a Briouze.
Alexandre Bisson si avvicinò alla letteratura occupandosi di studi e di critica musicale, nel 1881, collaborando con Th. de Lajarte alla Grammatica della musica, al Manuale di composizione musicale e alla Piccola enciclopedia musicale (1881-1884).
Dopo di che si dedicò al teatro scrivendo una sessantina di commedie brillanti e un dramma, Madame X, rappresentata nel 1910 sia a Parigi che a Broadway con Sarah Bernhardt nel ruolo principale, che ottennero ottimi successi e consensi, grazie anche agli effetti divertenti.
Nella commedia comica Bisson si dimostrò uno dei più creativi e gradevoli autori della cosiddetta Belle Époque.
Tra le opere più famose si possono menzionare Il deputato di Bombignac (Le député de Bombignac, 1884); La sorpresa del divorzio (Les surprises du divorce, 1888, con A. Mars); La famiglia Pont-Biquet (La famille Pont-Biquet, 1892);Gelosa (Jalouse, 1897); Il controllore dei Vagoni letto (Le Contrôleur des wagons-lits, 1898); Il fu Toupinel (Feu Toupinel, 1898); Le penne del pavone (Les Plumes du paon, 1907), che furono lungamente rappresentate anche in Italia, dove Ermete Novelli, Ermete Zacconi, Ruggero Ruggeri, Virgilio Talli e Irma Gramatica, ne furono validi interpreti.
Ebbe anche numerosi collaboratori, quali Mars, Leclerq, Berr e compose un buon numero di libretti per le musiche di Stéphane Raoul Pugno, di Robert Planquette, di William Chaumet e altri.
Con Bisson il vaudeville che già da tempo si era allontanato dai couplets, proseguì il suo sviluppo; senza trascurare i ritmi e la festosità espressi da Georges Feydeau, si avvicinò ai caratteri di umanità. I personaggi da assurdi iniziarono ad assumere un'apparenza esteriore, qualche elemento iniziale di borghese verismo.
Alexandre Bisson morì il 27 gennaio 1912 a Parigi.

## Opere
- Il deputato di Bombignac (Le député de Bombignac, 1884);
- Una missione delicata (Une Mission délicate, 1886);
- Un consiglio giudiziario (Un Conseil judiciaire, 1886);
- La mia governante (Ma gouvernante, 1887);
- La sorpresa del divorzio (Les surprises du divorce, 1888);
- La famiglia Pont-Biquet (La famille Pont-Biquet, 1892);
- Il Veglione (il ballo mascherato) (Le Veglione, le Bal masqué, 1893);
- Il signor direttore ! (Monsieur le Directeur !, 1895);
- Mancante ! (Disparu, 1896)
- Gelosa (Jalouse, 1897);
- Il controllore dei Vagoni letto (Le Contrôleur des wagons-lits, 1898);
- Il fu Toupinel (Feu Toupinel, 1898);
- Castello storico ! (Château historique !, 1900);
- Il buon giudice (Le Bon juge, 1901);
- Le penne del pavone (Les Plumes du paon, 1907);
- Madame X (1910).